# 張彩湘
張彩湘（1915年7月14日—1991年7月17日），臺灣男性鋼琴家。為苗栗縣人，從小時候便受到身為音樂家的父親張福興薰陶，學習風琴與鋼琴。於1936年就讀日本東京武藏野音樂大學，主修鋼琴，拜平田義宗與井口基成為師。在1942年回臺後成為新竹師範學院與臺灣師範大學的老師，後來又在1948年創辦「臺北鋼琴專攻塾」與「臺北文化研究所」。李富美、張大勝、陳郁秀、陳茂萱、林榮德、林順德等人即出自他門下。
他於1991年7月17日在臺北馬偕醫院去世。

## 外部連結
- 臺灣音樂家群像 張彩湘 （页面存档备份，存于）